# Amada – Junge Frau aus Havanna
Amada – Junge Frau aus Havanna (Originaltitel: Amada) ist ein kubanischer Film. Er basiert auf dem Roman „Die Sphinx“ von Miguel de Carrión y Cárdenas. Der Film wurde von der DEFA synchronisiert und in der DDR am 2. Mai 1986 uraufgeführt.

## Handlung
Im Jahr 1914 lebt die Gutsherrentochter Amada zusammen mit ihrem Mann Dionisio, ihrer blinden Mutter und einer Dienerin in einer alten Villa. Dionisio ist ein gewissenloser Politiker, der seine Frau respektlos behandelt und sich nach der nächsten Wahl von ihr trennen will, um eine Beziehung zu einer anderen Frau einzugehen, was Amada jedoch nicht weiß. Amada empfindet Abneigung gegen ihren Mann und liebt ihren Vetter Marcial. Auch er liebt sie, doch eingesperrt in ihre gesellschaftlichen Konventionen wagt Amada nicht, aus dem Gefängnis ihrer Ehe auszubrechen und sich offen zu Marcial zu bekennen. Amadas Mutter verkauft den Grundbesitz, um ihren Lebensstandard zu halten. Dionisio findet Liebesbriefe von Marcial an Amada. Er misshandelt seine Frau. Sie flieht aus dem Haus und sucht Marcial, findet ihn aber nicht. In ihrer Verzweiflung küsst sie ein krankes Kind und infiziert sich damit vorsätzlich. Sie stirbt. An der Trauerfeier nimmt auch Marcial teil. Als er die Villa verlässt, bewegt sich eine elende Menschenmenge auf die Villa zu. Es sind die Pächter, die durch den Landverkauf ihre Existenzgrundlage verloren haben.

## Kritik
„Wie ein Leitmotiv zieht sich durch den gesamten Film ein Bild von Gittern: Gitter vor den Fenstern, Gitterzäune zur Straße und zum Park, Schranken als Metaphern für innere und äußere Zwänge. Amada ist dem Moral- und Sittenkodex ihrer Klasse verpflichtet. Sie ist sich der Folgen eines Ausbruchs wohl bewußt und sehnt ihn dennoch herbei, bleibt aber unfähig, die entsprechenden Schritte auch zu tun. […] Eslinda Nuñez spielt die Amada wie ein Vulkan, der sich selbst bändigt und züchtigt.“ (Ralf Schenk in der Sendung „Atelier und Bühne“ im Berliner Rundfunk am 5. Mai 1986)